# Laure Marsac
Pour les articles homonymes, voir Marsac.
Laure Marsac, née le 18 février 1970 à Paris, est une actrice, scénariste et réalisatrice française.

## Biographie
(juillet 2020).
En 1981, elle prend des cours de danse et de théâtre, notamment à l'Atelier international de théâtre.
En 1984, elle débute au cinéma dans La Pirate, pour lequel elle reçoit le César du meilleur espoir féminin.
En 1990, elle débute à la télévision dans le téléfilm L'Enfant des loups.
En 1990, elle débute au théâtre dans la pièce Roméo et Juliette.
En 1998, elle chante avec Hervé Zerrouk, Ballade en novembre sur la compilation Comme un seul homme.
En 2007, elle écrit son premier scénario et réalise son premier film, Le Quatrième Morceau de la femme coupée en trois.

## Filmographie

### Actrice

#### Cinéma
- 1984 : La Pirate de Jacques Doillon : l'enfant
- 1987 : Les Fous de Bassan d'Yves Simoneau : Nora Atkins
- 1987 : L'Homme voilé de Maroun Bagdadi : Claire
- 1990 : Tumultes, de Bertrand Van Effenterre : Claude
- 1991 : Un bout de challenger d'Alexandre Sourine : Lena
- 1992 : Un vampire au paradis d'Abdelkrim Bahloul : Nathalie Belfond
- 1993 : Taxi de nuit de Serge Leroy : Carole
- 1994 : La Reine Margot de Patrice Chéreau : Antoinette
- 1994 : Entretien avec un vampire de Neil Jordan : jeune femme sur scène
- 1995 : Jefferson à Paris de James Ivory : jeune duchesse
- 1995 : Rainbow pour Rimbaud de Jean Teulé : Isabelle
- 1996 : La Divine Poursuite de Michel Deville : l'hôtesse du restaurant
- 1996 : Hit Me de Steven Shainberg : Monique Roux
- 1998 : Secret défense de Jacques Rivette : Véronique / Ludivine
- 1999 : Des goûts et des couleurs d'Anne-Sophie Rouvillois (court-métrage) : Violette
- 2001 : La Découverte du monde d'Ivan Taïeb
- 2007 : Le Quatrième Morceau de la femme coupée en trois de Laure Marsac : Louise Coleman
- 2007 : La Clef de Guillaume Nicloux : Florence
- 2008 : L'Ennemi public n°1 de Jean-François Richet : la journaliste
- 2009 : Je suis venu pour elle d'Ivan Taïeb : Valérie
- 2010 : La Reine des pommes de Valérie Donzelli : la femme au téléphone
- 2010 : Tête de turc de Pascal Elbé : Claire, l'amie d'Atom
- 2010 : Police matinale de Pierre-Antoine Coutant (court-métrage) : Caroline
- 2011 : La guerre est déclarée de Valérie Donzelli : l'auxiliaire puéricultrice
- 2011 : L'Impresario de Serge Bozon (court-métrage) : Gabrielle Masure, la journaliste
- 2013 : Le jour attendra d'Edgar Marie : Coralie
- 2013 : Jacky au royaume des filles de Riad Sattouf : Zani, la mère
- 2014 : Sire Gauvain et le Chevalier vert de Martin Beilby (court-métrage) : dame Bertilak

#### Télévision
- 1986 : L'Ami Maupassant, épisode Berthe de Claude Santelli : Berthe
- 1987 : Le Prince barbare (Ekitos - Prinz der Barbaren) de Pierre Koralnik : Bathilde
- 1990 : L'Enfant des loups de Philippe Monnier : Vanda
- 1990 : Le Roi de la bière (Der Bierkönig) de Tom Toelle : Rosa
- 1993 : Chambre froide de Sylvain Madigan : Marie
- 1995 : Un si bel orage de Jean-Daniel Verhaeghe : Claire de Tallert
- 1996 : Troubles (Strangers), épisode My Ward, my Keeper de Rémy Duchemin : Juliette
- 1997 : Les Infidèles de Randa Chahal Sabbag : Juliette
- 1997 : Docteur Sylvestre, épisode Un esprit clairvoyant d'Igaal Niddam : Marie
- 1999 : Décollage immédiat (L'Enfance volée) d'Aline Issermann (mini série) : Sophie Delauney
- 1999 : Pepe Carvalho, épisode Padre, patrón d'Emmanuelle Cuau : Maria
- 2001 : Maigret, épisode Maigret chez le ministre de Christian de Chalonge : Claire Point
- 2002 : Duelles de Laurence Katrian (série) : Ariane Roux
- 2002 : Garonne de Claude d'Anna (mini série) : Claire
- 2003 : La Crim', épisode Sans concession de Dominique Guillo : Sophie Villiers
- 2003 : Ambre a disparu de Denys Granier-Deferre : Pascale Mauduit
- 2003 : Les Cordier, juge et flic, épisode Le Chien de Charlotte de Michaëla Watteaux : Béatrice Koenig
- 2003 : Claire Montana de Paul Planchon :
- 2004 : L'Homme qui venait d'ailleurs de François Luciani : Thérèse
- 2007 : Les Camarades de François Luciani (mini série) : Marion
- 2008 : Scalp, de Jean-Marc Brondolo et Xavier Durringer : Alex
- 2009 : L'Internat, épisodes Les Yeux de la forêt et Triple fond : Marie Perrier
- 2010 : L'Amour vache de Christophe Douchand : Carole
- 2010 : Les Bleus : premiers pas dans la police, épisode 24 heures presque chrono de Christophe Douchand : Véronique Revelli
- 2011 : L'Amour encore plus vache de Christophe Douchand : Carole
- 2011 : Ni vu, ni connu de Christophe Douchand : Karen Vars* 2012 : Clash, trois épisodes réalisés par Pascal Lahmani : Adèle Pons
- 2012 : Duo, de Patrick Volson (mini série) : Carole Schuller
- 2012 : L'Homme de ses rêves de Christophe Douchand : Emma
- 2014 : Détectives, saison 2, quatre épisodes réalisés par Renaud Bertrand et Jean-Marc Rudnicki : Anna Roche, la femme de Philippe
- 2014 : Le Sang de la vigne, épisode Massacre à la sulfateuse de Régis Musset : Kate Weller
- 2014 : Entre vents et marées de Josée Dayan : Nadia
- 2015 : Borderline d'Olivier Marchal : Camille Blain
- 2015 : Casanova de Jean-Pierre Jeunet : Sylvia Balleti
- 2015 : Le Sang de la vigne, épisode Massacre à la sulfateuse : Kate Weller
- 2016 : Les Petits Meurtres d'Agatha Christie, épisode L'Affaire Protheroe d'Olivier Panchot : Deborah Davis
- 2017 : Parole contre parole de Didier Bivel : Louise Gauthier
- 2018 : Mongeville, épisode Le Port de l'angoisse de Bénédicte Delmas
- 2023 : Bardot (mini série) de Christopher Thompson et Danièle Thompson : Christine Gouze-Rénal
- 2025 : Capitaine Marleau, épisode L'Amiral de Josée Dayan : Clara Santini

### Réalisatrice
- 2007 : Le Quatrième Morceau de la femme coupée en trois
- 2004 : Une star internationale (court métrage)

### Scénariste
- 2007 : Le Quatrième Morceau de la femme coupée en trois
- 2004 : Une star internationale (court métrage)

### Clips
- 1993 : Foule sentimentale avec Alain Souchon
- 1998 : Virginie et sa sœur avec Hervé Zerrouk

## Théâtre
- 1990 : Roméo et Juliette de William Shakespeare, mise en scène Jean-Louis Thamin, Printemps des comédiens Montpellier
- 1991 : Le Vieil Hiver de Roger Planchon, mise en scène de l'auteur, TNP Villeurbanne
- 1991 : Fragile Forêt de Roger Planchon, mise en scène de l'auteur, TNP Villeurbanne
- 1992 : Le Vieil Hiver de Roger Planchon, mise en scène de l'auteur, Théâtre national de la Colline
- 1992 : Fragile Forêt de Roger Planchon, mise en scène de l'auteur, Théâtre national de la Colline
- 1994 : Les Caprices de Marianne d'Alfred de Musset, mise en scène Lambert Wilson, théâtre des Bouffes-du-Nord
- 1996 : Colombe de Jean Anouilh, mise en scène Michel Fagadau, Comédie des Champs-Élysées
- 2013 : La Chatte sur un toit brûlant de Tennessee Williams, mise en scène Claudia Stavisky, tournée, théâtre des Célestins

## Distinctions
- En 1985, à l'âge de 15 ans, elle reçoit le César du meilleur espoir féminin pour le film La Pirate de Jacques Doillon[1].
- En 2004, elle reçoit le prix du meilleur second rôle féminin au Festival des créations télévisuelles de Luchon, pour son rôle dans L'Homme qui venait d'ailleurs.